# Hero Hiralal
Pour plus de détails, voir Fiche technique et Distribution.
Hero Hiralal est un film indien réalisé par Ketan Mehta, sorti en 1988.

## Fiche technique
- Titre original : Hero Hiralal
- Réalisation : Ketan Mehta
- Scénario : Gul Anand
- Dialogues : Hriday Lani
- Photographie : Jehangir Choudhary
- Montage : Sutanu Gupta, Adesh Verma
- Direction artistique : Suresh Sawant
- Musique : Babla
- Chorégraphie : Chinni Prakash
- Costumes : Bhanu Athaiya
- Producteur : Gul Anand
- Société de production :
- Pays de production :  Inde
- Langues :  hindi
- Format : Couleur
- Genre : Comédie dramatique et action
- Durée : 146 minutes
- Date de sortie :
  - Inde : 21 octobre 1988

## Distribution
- Naseeruddin Shah : Hero Hiralal
- Sanjana Kapoor : Roopa
- Deepa Sahi : Sitara Devi
- Kiran Kumar : Prem Kumar
- Rohini Hattangadi : La mère de Roopa
- Saeed Jaffrey : Aziz
- Satish Shah : Bhagwan
- Mohan Gokhale : Rangila
- Johnny Lever : Havaldar
- Dilip Dhawan : Robin, le conducteur de rickshaw